# دولت سرکش
دولت سرکش (انگلیسی: Rogue state) اصطلاحی است که توسط برخی از نظریه پردازان بین‌المللی در مورد کشورهایی که صلح جهانی را تهدیدآمیز می‌دانند به کار می‌رود. این بدان معناست که مطابق با معیارهای خاصی دیده می‌شود، مانند اینکه توسط دولت‌های اقتدارگرایانه یا تمامیت‌خواه اداره می‌شوند که حقوق بشر را به شدت محدود می‌کنند، حمایت مالی از تروریسم و تلاش برای گسترش جنگ‌افزار کشتارجمعی.